# Milto Gurma
Milto Gurma (* 7. August 1951 in Saranda) ist ein ehemaliger albanischer Fußballspieler.

## Karriere

### Verein
Gurma wuchs in der südalbanischen Hafenstadt Saranda auf, wo er als Ruderer, Speerwerfer und Schwimmer Aufmerksamkeit auf sich zog. 1968 wurde er für Sportprüfungen nach Tirana geladen. So gehörte er zu einer Gruppe von 20 Talenten, die in die Sportschule Loro Boriçi aufgenommen wurden und das erste Kader des Vereins Shkëndija Tirana bildeten. Die jungen Schüler gewannen zugleich die Jugendmeisterschaft und wurden darauf Meister der zweiten Liga (damals Kategoria e dytë bezeichnet).
Von 1971 bis 1974 spielte Gurma mit Shkëndija Tirana in der höchsten albanischen Meisterschaft. Mit der Zeit entwickelte sich Gurma vom Verteidiger zum Mittelfeldspieler. 1972 durfte Shkëndija Albanien auch international in einer Balkan-Club-Meisterschaft vertreten mit Gurma als Kapitän, 1973 wurde er an Partizani für die internationalen Partien ausgeliehen. Im Gegensatz zu anderen Kollegen durfte er nach Abschluss des Studiengangs nicht zu einem anderen Club wechseln, sondern wurde Lehrer an einer Berufsschule und spielte weiterhin für Shkëndija. Es heißt, dass er im politisch angespannten Klima der frühen 1970er Jahre zu stark mit westlicher Kultur sympathisierte. Vielleicht wurde er auch Opfer eines Kampfes der Clubs Partizani, wohin Gurma wechseln wollte, und Dinamo Tirana, für die Gurma nicht auflaufen wollte, um den talentierten Spieler.
Für den Wehrdienst wurde Gurma nach Südalbanien geschickt. Während dieser sechs Monate konnte er für KS Luftëtari Gjirokastra spielen. Der Clubführung in Gjirokastra gelang es zu verhindern, dass Gurma danach zurück in die Hauptstadt berufen wurde. So spielte er von 1975 bis 1977 für Luftëtari und wurde wiederholt zum Spieler des Jahres der Mannschaft gewählt. Bestrebungen von ihm und Partizani, einen Wechsel in die Hauptstadt zu veranlassen, blieben erfolglos. Später trat er noch für das drittklassige KS Butrinti Saranda an.

### Nationalmannschaft
Sein Debüt für die albanische Nationalmannschaft gab Gurma am 29. Oktober 1972 in einem WM-Qualifikationsspiel gegen Rumänien. Er war der erste Spieler von Shkëndija, der es in die Nationalmannschaft schaffte. Insgesamt bestritt er fünf Länderspiele, blieb dabei jedoch ohne Torerfolg. Das abgeschottete Albanien spielte in den Jahren 1974 und 1975 nicht international.

## Privates
Gurma ist mit der Leichtathletin Kristina Ciringiri verheiratet, die ebenfalls die Sportschule in Tirana besuchte. Er war Sportlehrer und Trainer, in den 1990er Jahren auch in Griechenland. Sein Sohn Mario spielte unter anderem für Olympiakos Volos und Paganese Calcio.